# Sartes
Sartes – miejscowość i gmina we Francji, w regionie Grand Est, w departamencie Wogezy.
Według danych na rok 1990 gminę zamieszkiwały 103 osoby, a gęstość zaludnienia wynosiła 15 osób/km² (wśród 2335 gmin Lotaryngii Sartes plasuje się na 942. miejscu pod względem liczby ludności, natomiast pod względem powierzchni na miejscu 844.).